# Earl of Kilmarnock

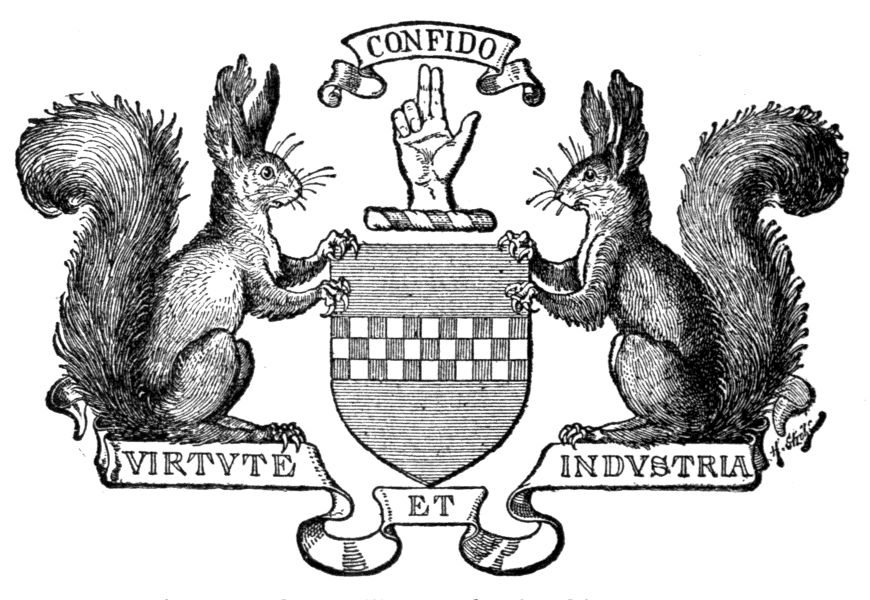
Wappen der Earls of Kilmarnock

Earl of Kilmarnock war ein erblicher britischer Adelstitel in der Peerage of Scotland.

## Verleihung und nachgeordnete Titel
Der Titel wurde am 17. August 1661 dem Great Chamberlain of Scotland William Boyd, 10. Lord Boyd, verliehen. Bereits im März 1654 hatte er von seinem Vater den Titel Lord Boyd geerbt, der um 1454 seinem Ur-ur-ur-ur-urgroßvater Sir Robert Boyd of Kilmarnock verliehen worden war.
Der jeweilige Earl Kilmarnock bzw. Lord Boyd war erblicher Chief des Clan Boyd.
Der Enkel des 1. Earls, der 3. Earl, kämpfte 1715 auf Seiten der Regierung gegen die Jakobiten. Dessen Sohn, der 4. Earl, unterstützte bis 1745 die Regierung, schloss sich dann aber in Edinburgh Prinz Charles Edward Stuart an, kämpfte als jakobitischer Reiterführer in der Schlacht bei Falkirk 1746, geriet in der Schlacht bei Culloden 1746 in Gefangenschaft, wurde wegen Hochverrats geächtet (Bill of Attainder), hingerichtet und bekam alle Titel und Ländereien aberkannt.

## Liste der Earls of Kilmarnock und Lords Boyd

### Lords Boyd (1454)
- Robert Boyd, 1. Lord Boyd († 1482)
- James Boyd, 2. Lord Boyd  (um 1469–1484)
- Alexander Boyd, 3. Lord Boyd († nach 1508)
- Robert Boyd, 4. Lord Boyd († 1557/58) (Titel 1546 bestätigt)
- Robert Boyd, 5. Lord Boyd (um 1517–1590)
- Thomas Boyd, 6. Lord Boyd (um 1547–1611)
- Robert Boyd, 7. Lord Boyd (1595–1628)
- Robert Boyd, 8. Lord Boyd (um 1618–1640)
- James Boyd, 9. Lord Boyd († 1654)
- William Boyd, 10. Lord Boyd (vor 1646–1692) (1661 zum Earl Kilmarnock erhoben)

### Earls of Kilmarnock (1661)
- William Boyd, 1. Earl of Kilmarnock (1646–1692)
- William Boyd, 2. Earl of Kilmarnock (1676–1692)
- William Boyd, 3. Earl of Kilmarnock (1692–1717)
- William Boyd, 4. Earl of Kilmarnock (1705–1746) (Titel verwirkt 1746)